# Namasenda
Naomi Namasenda (nacida el 14 de noviembre de 1993), conocida como Namasenda, es una cantante y compositora sueca de Estocolmo. Es más conocida por sus lanzamientos en el sello británico de pop y música electrónica PC Music.

## Graduación y carrera musical
Namasenda, de padres ugandeses, nació en Suecia en 1993. En 2012, la Cámara de Comercio de Hollywood le otorgó una beca de canto. Se graduó del Musicians Institute y regresó a Suecia para trabajar en nueva música y lanzó su sencillo debut «Here» en 2016, con BFOTY. Allí, fue elegida personalmente como artista revelación por Red Bull Select. En 2017, lanzó su EP debut, «hot_babe_93», y presentó premios en los premios Grammis.
En 2019, con el lanzamiento de su sencillo «24/7», se convirtió en la primera artista negra en firmar con PC Music. Ese mismo año apareció en el álbum «Planet Y2K» de la cantante estadounidense LIZ.  Lanzó «Dare (AM)» y «Dare (PM)» en abril de 2020, ambos sencillos producidos por AG Cook, seguidos de «Wanted» en noviembre de 2020.
Namasenda lanzó «Demonic", «Banana Clip», «Finish Him» y «No Regrets» como sencillos de su mixtape debut «Unlimited Ammo», que se lanzó el 28 de octubre de 2021.
En octubre de 2023, Namasenda lanzó su EP «Ambrosia» a través del sello independiente sueco YEAR0001, acompañado del sencillo «Maserati».

## Discografía

### Mixtapes
| Título         | Detalles |
| -------------- | --- |
| Unlimited Ammo | - Lanzamiento: 28 de octubre de 2021 - Discográfica: PC Music - Formatos: LP, CD, descarga digital, streaming |

### Álbumes de remezclas
| Título                           | Detalles                                                                                |
| -------------------------------- | --------------------------------------------------------------------------------------- |
| Unlimited Ammo: Infinity (Remix) | - Lanzamiento: 8 de abril de 2022 - Discográfica: PC Music - Formatos: Descarga digital |

### Extended Plays
| Título      | Detalles |
| ----------- | --- |
| hot_babe_93 | - Lanzamiento: 22 de septiembre de 2017 - Discográfica Independiente - Formatos: Descarga digital, streaming |
| Ambrosia    | - Lanzamiento: 5 de octubre de 2023 - Etiqueta: YEAR0001 - Formatos: Descarga digital, streaming             |

### Sencillos
- Here (con BFOTY) (2016)
- Ok Bye (2017)
- 24/7 (2019)
- Dare (AM) (2020)
- Dare (PM) (2020)
- Wanted (2020)
- Demonic (con La Zowi) (2021)
- Banana Clip (con Mowalola) (2021)
- Finish Him (con Joey LaBeija) (2021)
- No Regrets (2021)
- Maserati (2023)

### Apariciones especiales
- Bubblegum (con LIZ) (2019)
- I Could Die (2020)
- The Ultra Intro (con Casey MQ) (2021)
- Lost (2023)
- Yes (con Seinabo Sey) (2023)
- Solar Plexus (con chi) (2023)
- No Enemies (con Sebastian Ingrosso y Steve Angello) (2025)